# La llei de Lidia Poët
La llei de Lidia Poët (títol original en italià, La legge di Lidia Poët) és una sèrie de televisió dirigida per Matteo Rovere i Letizia Lamartire i centrada en la figura de Lidia Poët, la primera dona advocada d'Itàlia. La sèrie es va distribuir per Netflix a partir del 15 de febrer de 2023. S'ha subtitulat al català.

## Sinopsi
A Torí, a finals del segle xix, una sentència del Tribunal d'Apel·lació local va declarar il·legítima la inscripció de Lidia Poët al Registre d'Advocats, impedint-li així l'exercici de la professió només pel fet de ser dona. Sense diners però plena d'orgull, la Lidia troba feina al despatx d'advocats del seu germà Enrico, mentre prepara el recurs per anul·lar les conclusions del Tribunal.

## Personatges i intèrprets

### Principals
- Lidia Poët, interpretada per Matilda De Angelis.
- Jacopo Barberis, interpretat per Eduardo Scarpetta.
- Enrico Poët, interpretat per Pier Luigi Pasino.
- Marianna Poët, interpretada per Sinéad Thornhill.
- Teresa Barberis, interpretada per Sara Lazzaro.
- Andrea Caracciolo, interpretat per Dario Aita.

### Secundaris
- Albertina, interpretada per Alessia Spinelli.
- Jutge instructor, interpretat per Aldo Ottobrino.
- Fiscal del Rei, interpretat per Francesco Biscione.
- Attila Brusaferro, interpretat per Jacopo Crovella.
- Nicole, interpretada per Camille Dugay.
- El pare de la Lidia, interpretat per Alessandro Federico.
- La mare de la Lidia, interpretada per Olga Rossi.
- Lidia als 8 anys, interpretada per Mia McGovern Zain .
- Coroner, interpretat per Matteo De Mojana.
- Lorenzo, interpretat per Stefano Fumagalli.
- Guàrdia de la presó, interpretat per Fabrizio Odetto.
- Maya Cristallo, interpretada per Roberta Mengozzi.